# Ngondo I
Pour les articles homonymes, voir Ngondo.
Ngondo I est un village de la Région du Littoral au Cameroun, situé dans la commune de Loum, sur le site Communes et villes unies du Cameroun (CVUC).

## Population et développement
En 1968, la population de Ngondo I était de 140 habitants, essentiellement des Babong. Elle était de 167 lors du recensement de 2005.